# Mandara (Zinder)
Mandara (auch: Angoual Madara, Angoual Mandara, Unguwal Mandara) ist ein Dorf im Arrondissement Zinder IV der Stadt Zinder in Niger.

## Geographie
Das von einem traditionellen Ortsvorsteher (chef traditionnel) geleitete Dorf befindet sich südwestlich des Stadtzentrums im ländlichen Gemeindegebiet von Zinder, der Hauptstadt der gleichnamigen Region Zinder. Zu den Nachbarorten von Mandara zählen Midic im Nordwesten, Kagna Malam Gadja und Kachéni im Nordosten, Dadin Sarki im Südosten sowie Doutchin Koura im Südwesten.
Südlich von Mandara erstreckt sich der große Teich Mare de Dadin Sarki. Hier wurden die Vogelarten Kampfläufer, Kuhreiher und Stelzenläufer beobachtet. Wie im gesamten Gemeindegebiet von Zinder herrscht das Klima der Sahelzone vor, mit einer durchschnittlichen jährlichen Niederschlagsmenge zwischen 300 und 400 mm.

## Geschichte
Mandara war ursprünglich eine Siedlung von Sklaven des Sultans von Zinder.

## Bevölkerung
Bei der Volkszählung 2012 hatte Mandara 504 Einwohner, die in 79 Haushalten lebten. Bei der Volkszählung 2001 betrug die Einwohnerzahl 210 in 36 Haushalten und bei der Volkszählung 1988 belief sich die Einwohnerzahl auf 239 in 49 Haushalten.

## Wirtschaft und Infrastruktur
Es gibt eine Schule im Dorf. Östlich von Mandara erstreckt sich das Gelände des Flughafens Zinder (IATA-Code: ZND, ICAO-Code: DRZR).